# Музей Бруно Шульца (Дрогобич)
Музе́й Бру́но Шу́льца — музей у місті Дрогобичі Львівської області, присвячений життю і творчості знаменитого дрогобичанина, польського письменника та художника єврейського походження Бруно Шульца. 

## Опис
Музей, власне музейна кімната, міститься у колишньому вчительському кабінеті колишньої гімназії (тепер Дрогобицький педагогічний університет). Тут у гімназії Бруно Шульц навчався у 1902–1910 роках. Упродовж 1924–1939 років Шульц працював тут учителем малювання та ручної праці. 
Оглянути музейну експозицію можна виключно за попередньою домовленістю.

## Історія музею та експозиція
Відкриття музею Бруно Шульца в Дрогобичі відбулося 19 листопада 2003 року з ініціативи першого керівника Полоністичного науково-інформаційного центру Ігоря Менька (1972—2005). 
В експозиції музею можна побачити першовидання «Цинамонових крамниць» Бруно Шульца; праці Єжи Фіцовського; видання, присвячені творчості Шульца авторства проф. Владислава Панаса (Люблінський Католицький Університет), проф. Єжи Яжембського (Яґеллонський Університет у Кракові); погруддя Бруно Шульца, автором якого є Пйотр Фліт. 
Серед головних музейних експонатів: 
- перше видання «Цинамонових крамниць» Бруно Шульца. Варшава, 1934 р.(з родинного архіву сім'ї Каралюс, Дрогобич);
- першодрук (оригінал) повісті Вітольда Гомбровича «Фердидурке» з обкладинкою та ілюстраціями Бруно Шульца. Подарунок Збігнєва Мільчарека з його приватної колекції;
- перше видання Regionow wielkiej herezji Єжи Фіцовського та видання 1992 року;
- перше видання Ksiegi listow Бруно Шульца в опрацюванні Єжи Фіцовського та Okolic sklepow cynamonowych Єжи Фіцовського;
- фотографії, екслібриси та бібліотека «Другого автора».

Полоністичний науково-інформаційний центр імені Ігоря Менька є ініціатором та організатором Міжнародного фестивалю Бруно Шульца у Дрогобичі, який проводиться що два роки.